# 명국삼장비
명국삼장비(明國三將碑)는 대한민국 충청남도 공주시 공산성 공북루 아래에 자리한 한채의 비각안에 있는 3기의 비석으로, 정유재란 이듬해인 선조 31년(1598) 공주에 주둔해 있으면서 주민들을 왜군의 위협으로부터 보호해 준 명나라 세장수 이공, 임제, 남방위의 업적을 기리고 있다. 1976년 1월 8일 충청남도의 유형문화재 제36호로 지정되었다.

## 개요
공산성 공북루 아래에 자리한 한채의 비각안에 3기의 비가 나란히 서 있다. 이 비들은 정유재란 이듬해인 선조 31년(1598) 공주에 주둔해 있으면서 주민들을 왜군의 위협으로부터 보호해 준 명나라 세장수 이공, 임제, 남방위의 업적을 기리고 있다.
원래 선조 32년(1599) 금강변에 처음 세웠다가 홍수로 매몰되어 숙종 때에 다시 세워둔 것이다. 일제시대를 거치면서 일본인들에 의해 ‘왜구(倭寇)’등의 글자가 훼손되었고, 공주읍사무소 뒤뜰에 아무렇게나 매몰되었던 것을 광복 후 현재의 자리로 옮겨 세웠다.

## 참고 자료
- 명국삼장비 - 국가유산청 국가유산포털